# ディストリクト鉄道

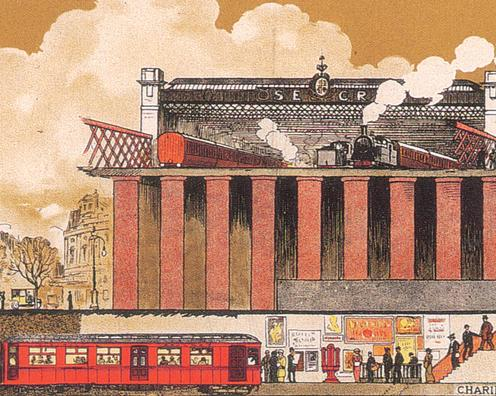
1914年からロンドン地下電気鉄道が発行したポスターの中には、地下にあるディストリクト鉄道のエンバンクメント駅がサウス・イースタン・アンド・チャタム鉄道のチャリング・クロス駅の下にある様子が描かれている

メトロポリタン・ディストリクト鉄道（メトロポリタン・ディストリクトてつどう、Metropolitan District Railway）、通称ディストリクト鉄道は、1868年から1933年までロンドンで運行されていた旅客鉄道である。ロンドンの地下鉄であるインナー・サークル（サークル線）を完成させる目的で1864年に設立され、最初の区間はガス灯で照明された木造客車を蒸気機関車が牽引する形で開通した。ディストリクト鉄道では、1871年に自社で列車を運行するようになるまで、メトロポリタン鉄道が全列車の運行を担当していた。まもなく、アールズコートからフラム、リッチモンド、イーリング、ハウンズローへと西側へ延長された。インナー・サークルが完成しホワイトチャペルまで1884年に到達した後、ロンドン東部のアップミンスターまで1902年に延長された。
20世紀初頭に電化の費用を調達するために、アメリカの資本家チャールズ・ヤーキスが買収して、彼の傘下のロンドン地下電気鉄道の一部となった。1905年に電化され、その年末からすべての列車が電車で運行されるようになった。1933年7月1日に、ディストリクト鉄道とその他のロンドン地下電気鉄道の各社はメトロポリタン鉄道および各路面電車・バス運営会社などと合併してロンドン旅客運輸公社となった。
かつてディストリクト鉄道だった路線と駅は、現在のロンドン地下鉄（ディストリクト線、ピカデリー線、サークル線）となっている。

## 歴史

### 創業 1863年 – 1886年

#### インナー・サークル
1863年に、メトロポリタン鉄道（通称Met）は世界で最初の地下鉄を開業させた。路線はパディントンからニューロードの下に沿って建設され、パディントン駅、ユーストン駅、キングス・クロス駅という幹線鉄道のロンドンにおけるターミナル駅を結んでいた。そこからファリンドンロードの下を、ロンドンの金融中心街であるシティ・オブ・ロンドンの近くのスミスフィールドにあるファリンドン・ストリート駅まで結んでいた。

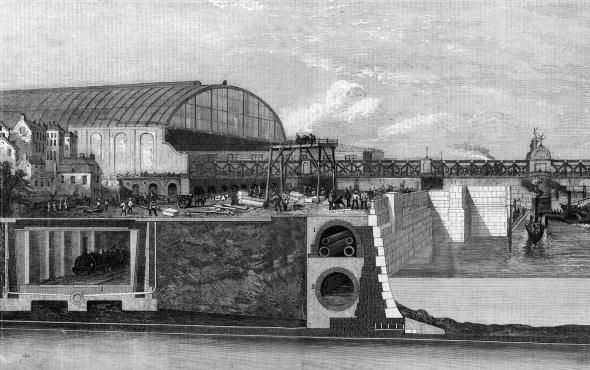
チャリング・クロス駅付近のヴィクトリア堤防におけるディストリクト鉄道の初期の光景

メトロポリタン鉄道が成功を収めたことで、1863年の議会には、似たような経路でロンドンに鉄道を建設する複数の提案がにわかに提出されることになった。議会の下院（庶民院）は特別委員会を立ち上げ、この委員会は都市における主要な鉄道のターミナルのほぼすべてを連絡する路線を推奨した。1864年の会期において、この推奨に合致するいくつかの鉄道計画が提案され、上下両院の議員で構成される合同委員会が提案の検討を行った。
パディントンから西へ、そして南へサウスケンジントンまでと、ムーアゲートから東へタワーヒルまでの延長を行う提案は承認され、1864年7月29日に女王裁可を得た。路線を完成させるために、委員会ではケンジントンとシティ・オブ・ロンドンの間を異なる経路で建設する2つの計画を統合することを推奨し、この日メトロポリタン・ディストリクト鉄道の名で統合された建設計画を承認した。当初は、ディストリクト鉄道とメトロポリタン鉄道は緊密に連携しており、そのうちに合併するだろうと意図されていた。メトロポリタン鉄道の会長およびそのほかの3人の重役は、ディストリクト鉄道の取締役となっており、また両社の技師長はジョン・ファウラーで、延長工事のすべては単一の契約として発注された。ディストリクト鉄道は、メトロポリタン鉄道とは独立して資金を集められるようにするために別会社として設立された。
1863年にメトロポリタン鉄道が開通した時と異なり、既存の道路の下を通るような簡単な路線ではなく、地価の高い地区を通るために補償費用は高くついた。換気を確保するために、グロスターロードの西側では路線は切通しにされており、それ以外の区間は幅25フィート（7.6メートル）、深さ15フィート9インチ（4.8メートル）の開削トンネルとされていた。また駅では、プラットホームの端は天井が開けられていた。建設費用と補償費用は高騰し、ディストリクト鉄道の最初の区間であるサウスケンジントンとウェストミンスターの間の区間は、より路線長が長かったメトロポリタン鉄道の当初区間のおよそ3倍の費用が掛かり、約300万ポンドに達した。1868年12月24日にディストリクト鉄道はサウスケンジントンとウェストミンスターの間を開業し、駅はサウス・ケンジントン駅、スローン・スクエア駅、ヴィクトリア駅、セント・ジェームズ・パーク駅、ウェストミンスター・ブリッジ駅（現在のウェストミンスター駅）が開設された。同日、メトロポリタン鉄道がブロンプトンから東へ、共同使用する駅となるサウス・ケンジントンまで開通した。

1871年にインナー・サークルの運行が開始された。マンション・ハウス駅からサウス・ケンジントン駅およびパディントン駅を経由してムーアゲート・ストリート駅まで運転した。ハイ・ストリート・ケンジントン駅とサウス・ケンジントン駅の間では、両社がそれぞれ複線の線路を保有していた

ディストリクト鉄道は、ブロンプトン（グロスター・ロード）駅から西への延長許可を得ており、1869年4月12日にウェスト・ロンドン鉄道のウェスト・ブロンプトン駅まで単線の路線を開通させた。この区間に途中駅はなく、当初はシャトル列車が運転されていた。1869年夏までに、サウス・ケンジントンからブロンプトン（グロスター・ロード）の区間と、ケンジントン（ハイ・ストリート）から分岐点までの区間の追加の線路が敷設された。1870年7月5日の夜に、ブロンプトン（グロスター・ロード）とケンジントン（ハイ・ストリート）の間を結ぶ、議論になっていたクロムウェル・カーブが建設された。ウェストミンスターの東では、テムズ川北岸に沿って首都土木委員会が新たに建設したヴィクトリア堤防の中にディストリクト鉄道の次の区間が建設された。ウェストミンスターからブラックフライアーズまでの区間は1870年5月30日に開通し、駅はチャリング・クロス駅（現在のエンバンクメント駅）、ザ・テンプル駅（現在のテンプル駅）、ブラックフライアーズ駅が置かれた。
メトロポリタン鉄道は当初、すべての列車を運行し、一定の列車運行水準に対して、総収入の55パーセントを受け取っていた。臨時列車の運行があればさらに費用を追加請求され、ディストリクト鉄道の受け取る収入の割合は約40パーセントにまで減少した。ディストリクト鉄道の債務の水準から、メトロポリタン鉄道にとっては合併することは魅力的ではなくなり、メトロポリタン鉄道の重役たちはディストリクト鉄道の取締役を辞任した。ディストリクト鉄道は財務を改善するために、メトロポリタン鉄道に対して運行協定を終了すると通告した。高い建設費用の重荷に苦しんだ結果、ディストリクト鉄道はタワー・ヒルまで建設するという最初の計画を続行することができなくなり、最後の路線延長として、ブラックフライアーズ駅から1駅だけ東へ、当初計画されていなかったシティにおける終点となるマンション・ハウス駅まで開通させた。
1871年7月1日土曜日、株主でもあった当時のイギリスの首相ウィリアム・グラッドストンも出席して開通記念式典が開かれた。その次の月曜日にマンション・ハウス駅が開業し、ディストリクト鉄道は自社での列車の運行を開始した。この日から、両社はマンション・ハウス駅とムーアゲート・ストリート駅の間をサウス・ケンジントン駅およびエッジウェア・ロード駅を経由する形で共同でインナー・サークルの運営を開始し、10分毎に列車を走らせるようになった。このほかに、ディストリクト鉄道がマンション・ハウス駅とウェスト・ブロンプトン駅の間で10分おきに列車を運行し、ハマースミス・アンド・シティ鉄道およびグレート・ウェスタン鉄道の郊外列車がエッジウェア・ロード駅とムーアゲート・ストリート駅の間で運行していた。マンション・ハウス駅より東側の建設許可は失効することになった。路線の反対側では、ディストリクト鉄道側のサウス・ケンジントン駅が1871年7月10日に開業し、そしてウェスト・ブロンプトン支線上にアールズ・コート駅が1871年10月30日に開業した。

#### 西のパットニー・ブリッジ、リッチモンド、イーリングそしてハウンズローへ
ディストリクト鉄道は主に西側へ延長していくことになった。グロスター・ロード駅とウェスト・ブロンプトン駅の間に小さなアールズ・コート駅が1871年10月30日に3つのプラットホームを備えて開業した。リリー・ブリッジ車両基地は1872年に開設され、ウェスト・ロンドン・ジョイント鉄道に並行する形で建設されて、当初はウェスト・ロンドン線側からの曲線で出入りしていた。この曲線を使って、1872年2月1日からロンドン・アンド・ノース・ウェスタン鉄道がブロード・ストリート駅とマンション・ハウス駅の間をウィルズデン分岐点、アディソン・ロード駅、アールズ・コート駅経由で30分おきにアウター・サークルの運行を開始した。1872年10月1日から、グレート・ウェスタン鉄道もメトロポリタン鉄道のムーアゲート・ストリート駅からマンション・ハウス駅までパディントン駅およびアールズ・コート駅を経由する30分おきのミドル・サークルの運行を開始した。
ハマースミスまで1.5マイル（約2.4キロメートル）の鉄道を建設する許可を1873年7月7日に得て、必要な資金調達のために独立したハマースミス・エクステンション鉄道を設立した。新線はアディソン・ロード駅へ向かう曲線上に設けた分岐点から出発し、リリー・ブリッジ車両基地へ用意に到達できるようになった。1874年9月9日に開通した路線は途中に1駅のみ、ノース・エンド（フラム）駅（1877年にウェスト・ケンジントン駅に改称）を設け、終点はハマースミス駅に置いて、マンション・ハウス駅から直通列車を運行した。ウェスト・ブロンプトン駅はこの時点でアールズ・コート駅からのシャトル列車が運行するようになった。アールズ・コート駅は1875年に焼失し、大規模改装して島式ホーム2面に4線を備えた駅が1878年2月1日に開業した。この駅は当初の駅の西側に位置していた。駅の東側にはケンジントン（ハイ・ストリート）駅およびグロスター・ロード駅と結ぶ列車を分離するための立体交差があった。
1876年12月には、マンション・ハウス駅とアルドゲイト駅の間のインナー・サークルの列車は1時間に6本運転されていた。ディストリクト鉄道はマンション・ハウス駅とハマースミス駅の間で1時間に4本の列車を運転していた。また他にマンション・ハウス駅からの列車として、グレート・ウェスタン鉄道のミドル・サークルの運行がアディソン・ロード駅を経由してアルドゲイト駅まで1時間に2本、ロンドン・アンド・ノース・ウェスタン鉄道のウィルズデン分岐点経由ブロード・ストリート駅までの列車が1時間に2本あった。またウェスト・ブロンプトン駅とアールズ・コート駅の間で1時間の3本の列車が運行された。

ハマースミス地区における1877年時点のディストリクト鉄道、ロンドン・アンド・サウス・ウェスタン鉄道線経由でリッチモンドへ行く経路を示している

1864年にロンドン・アンド・サウス・ウェスタン鉄道がリッチモンドまでの鉄道建設許可を得た。その経路はウェスト・ロンドン鉄道のアディソン・ロード駅から北向きに出て、曲線を描いて向きを変えてハマースミス（グローブ・ロード）駅（ハマースミス・アンド・シティ鉄道の駅とは歩道橋で連絡）を通り、ターナム・グリーン駅、ブレントフォード・ロード駅（1871年にガンナーズベリー駅に改称）、キュー・ガーデンズ駅を経てリッチモンド駅へと到る。この路線は1869年1月1日に開通し、ロンドン・アンド・サウス・ウェスタン鉄道の列車はウォータールー駅およびラドゲート・ヒル駅からアディソン・ロード駅経由で、またロンドン・アンド・ノース・ウェスタン鉄道の列車はブロード・ストリート駅から、ブレントフォード・ロード駅におけるノース・ロンドン線サウス・アクション駅へ通じる連絡線を通じてリッチモンドまで運行した。またこの路線にはシャフツベリー・ロード駅（1888年にレイブンズコート・パーク駅に改称）とシェパーズ・ブッシュ駅が1874年5月1日に開業した。
1875年にディストリクト鉄道のハマースミス駅からレイブンズコート・パーク駅のすぐ東側にある分岐点までを結ぶ0.5マイル（約0.8キロメートル）の路線の許可が得られた。ロンドン・アンド・サウス・ウェスタン鉄道の路線は高架橋の上にあり、ディストリクト鉄道の路線は掘割の中にあったため、この連絡線は急勾配となった。1877年6月1日にハマースミス支線がリッチモンドまで延長され、当初は1時間に1本の列車がマンション・ハウス駅と結んだ。メトロポリタン鉄道とグレート・ウェスタン鉄道のハマースミス・アンド・シティ線は、これらの会社のハマースミス駅のすぐ北側の路線を通じてつながっており、1877年10月1日からリッチモンド駅への運行に切り替えた。
1878年5月1日から1880年9月30日まで、ミッドランド鉄道はセント・パンクラス駅からダッディング・ヒル駅、アクトン駅、ロンドン・アンド・サウス・ウェスタン鉄道経由ハマースミス駅を通ってアールズ・コート駅までの環状運行を行った。1879年にディストリクト鉄道は、ロンドン・アンド・サウス・ウェスタン鉄道のターナム・グリーン駅の西側に分岐点を設け、そこからイーリングまで全長3マイル（約4.8キロメートル）の路線を建設した。途中駅はアクトン・グリーン駅（現在のチスウィック・パーク駅）、ミル・ヒル・パーク駅（現在のアクトン・タウン駅）、イーリング・コモン駅、イーリング・ブロードウェイ駅で、終点のイーリング駅はグレート・ウェスタン鉄道の駅のすぐ北に建設された。1878年7月4日に、ウェスト・ブロンプトン支線をテムズまで延長する許可を得た。駅はウォルハム・グリーン駅（現在のフラム・ブロードウェイ駅）、パーソンズ・グリーン駅に置かれた。この路線はパットニー・ブリッジ・アンド・フラム駅（現在のパットニー・ブリッジ駅）までであった。路線は1880年3月1日に開通し、同年3月22日に開催されたザ・ボート・レースに間に合った。当初は1時間に2本の列車がマンション・ハウス駅まで運転され、4月1日からはさらに1時間に2本の列車がハイ・ストリート・ケンジントン駅まで運転された。

19世紀末のハウンズローにおけるディストリクト鉄道、1886年にハウンズロー・タウン駅はヘストン・ハウンズロー駅に代替された

1866年に、ハウンズロー地区の地主に対してハウンズロー・アンド・メトロポリタン鉄道を設立して、当時計画中であったアクトン・アンド・ブレントフォード鉄道に接続する許可が出た。この路線が実際に建設されることはなかったが、しかしディストリクト鉄道がいまやアクトン駅まで伸びてきたので、代わりとなりえた。ミル・ヒル・パーク駅からハウンズロー・バラックス駅まで5.5マイル（約8.9キロメートル）の路線の許可が1880年に得られ、途中駅はサウス・イーリング駅、ボストン・ロード駅、スプリング・グローブ駅とされた。またこの路線の営業をディストリクト鉄道に委託することで合意された。1883年5月1日からハウンズロー・タウン駅までディストリクト鉄道が列車の運行を開始し、途中サウス・イーリング駅、ボストン・ロード駅（現在のボストン・マナー駅）、オスタリー・アンド・スプリング・グローブ駅（現在のオスタレー駅）に停車した。ハウンズロー・タウン駅の近くの分岐点からハウンズロー・バラックス駅（現在のハウンズロー・ウェスト駅）までの単線が翌1884年に開通した。この区間は輸送量が少なかったため、当初はハウンズロー・タウン駅とミル・ヒル・パーク駅を結ぶオフピークの列車にオスタリー・アンド・スプリング・グローブ駅で連絡するシャトル列車が運行された。ハウンズロー・タウン駅は1886年に廃止され、ヘストン・ハウンズロー駅（現在のハウンズロー・セントラル駅）が開設された。
1883年3月1日から1885年9月30日まで、イーリングにおけるグレート・ウェスタン鉄道への連絡線を通じて、ディストリクト鉄道はウィンザーまでの列車を運行していた。

### 路線延長 1874年 - 1900年

#### サークル線の完成

青で示された接続路線により1884年にインナー・サークルが全通し、またメトロポリタン鉄道とディストリクト鉄道の両社の路線からイースト・ロンドン鉄道への連絡ができるようになった、メトロポリタン鉄道のタワー・オブ・ロンドン駅は、路線開通後まもなく廃止となった、ディストリクト鉄道の列車は1902年からホワイトチャペル・アンド・ボウ鉄道を経由してホワイトチャペル駅より東側まで運行するようになった

メトロポリタン鉄道とディストリクト鉄道の間での紛争と、建設費の問題により、インナー・サークルの全通は遅れていた。いらいらさせられていたシティの資本家たちは1874年に、路線を完成させる目的でメトロポリタン・インナー・サークル・コンプリーション鉄道を設立した。この会社はディストリクト鉄道に支援され、議会の承認を1874年8月7日に得たが、資金調達で苦しんだ。1876年に建設期限が延長された。ディストリクト鉄道とメトロポリタン鉄道の会合が1877年に開かれ、メトロポリタン鉄道はイースト・ロンドン鉄道経由でサウス・イースタン鉄道へと連絡する希望を持っていた。そこで両社は議会に働きかけて、1879年に路線を延長してイースト・ロンドン鉄道へ連絡する許可を得た。この法律ではまた、将来的に両社が環状線全体を運行できるようにする協力をすることを保証していた。当局からは、道路や下水の改良の点で多大な協力がなされた。1882年にメトロポリタン鉄道は、アルドゲイト駅から仮駅のタワー・オブ・ロンドン駅まで路線を延長した。接続路線を建設するために2件の契約が結ばれ、まず1882年にマンション・ハウス駅からタワー・オブ・ロンドン駅までの契約が、そして1883年にアルドゲイト駅北側からホワイトチャペル駅までと、イースト・ロンドン鉄道への接続線の契約が結ばれた。1884年10月1日からディストリクト鉄道とメトロポリタン鉄道では、セント・メアリーズ（ホワイトチャペル・ロード）駅から、イースト・ロンドン鉄道への接続線を通じてサウス・イースタン鉄道のニュー・クロス駅までの普通列車を運行し始めた。9月17日に公式開業式典が行われ、さらに試運転を行って、1884年10月6日月曜日から環状運転が開始された。この日からディストリクト鉄道は自社の列車をホワイトチャペル駅へ、そしてイースト・ロンドン鉄道経由でニュー・クロス駅まで延長し、途中新しく設置された共同駅のアルドゲイト・イースト駅とセント・メアリーズ駅に停車した。またサークル線上には共同駅としてキャノン・ストリート駅、イーストチープ駅（1884年11月1日からモニュメント駅）、マークレーン駅が設置された。メトロポリタン鉄道のタワー・オブ・ロンドン駅は、ディストリクト鉄道がこの駅への乗車券を発売することを拒絶したため、1884年10月12日に廃止された。ニュー・クロス駅からのディストリクト鉄道の列車が運転開始後、1時間に4本の列車がハマースミス駅とパットニー駅へ交互に運転されるようになったが、輸送需要が少なかったため、1か月後にイーリング駅まで1時間に2本の運転に削減された。ホワイトチャペル駅からは1時間に4本の列車が運転され、2本がパットニー駅へ、1本がハマースミス駅へ、1本がリッチモンド駅へとされた。ミドル・サークルとアウター・サークルの列車はいずれもマンション・ハウス駅から1時間に2本ずつの運転が継続された。当初はインナー・サークルの列車は1時間に8本の運転で、13マイル（約21キロメートル）の環状線を81分から84分程度かけて走っていたが、このダイヤを維持することは不可能であるとわかり、1885年に1時間に6本の列車に削減されて70分で走るようになった。当初は、車掌は勤務中に休憩時間がなかったが、1885年9月以降は20分間の休憩が3回設定されるようになった。

#### 南のリッチモンド駅へ、東のイースト・ハム駅へ
パットニー・ブリッジでテムズ川を越えて、ギルドフォード、サービトンまたはウィンブルドンへと鉄道を伸ばすいくつかの提案があり、議会からの承認も得ていたが、ディストリクト鉄道は必要な資金を調達できずにいた。1886年にロンドン・アンド・サウス・ウェスタン鉄道は、ウィンブルドン駅の西側を出てテムズ川を渡り、ディストリクト鉄道のパットニー・ブリッジ駅に合流するウィンブルドン・アンド・フラム鉄道の計画を代替として出した。途中駅はウィンブルドン・パーク駅、サウスフィールズ駅、イースト・パットニー駅で、イースト・パットニー駅のすぐ北側にある分岐点でロンドン・アンド・サウス・ウェスタン鉄道のウォータールー-レディング線に接続していた。ディストリクト鉄道はこの路線での運行権を持ち、パットニー駅までの列車の一部を1889年6月3日からウィンブルドン駅まで延長した。
1897年に、名目上は独立会社であったホワイトチャペル・アンド・ボウ鉄道が、ディストリクト鉄道のホワイトチャペル駅から、ロンドン・ティルベリー・アンド・サウスエンド鉄道のブロムリー駅の西側にある、ボウの地上分岐点まで結ぶ路線の建設許可を得た。翌年、ロンドン・ティルベリー・アンド・サウスエンド鉄道とディストリクト鉄道は共同でこの会社を買収し、路線は1902年6月2日に開通して、新しくステップニー・グリーン駅、マイル・エンド駅、ボウ・ロード駅に設置された。ディストリクト鉄道の一部の列車がホワイトチャペル駅からイースト・ハム駅まで延長され、朝晩に1列車ずつがアップミンスター駅まで直通した。1902年7月に、1時間に4本の列車がボウ・ロード駅から（2本から3本はイースト・ハム駅から）イーリング駅またはウィンブルドン駅まで運行され、またニュー・クロス駅から1時間に2本の列車がハマースミス駅またはリッチモンド駅まで運行された。アウター・サークルの列車はマンション・ハウス駅からの運行を続け、グレート・ウェスタン鉄道のミドル・サークルの列車は1900年からアールズ・コート駅発になった。
ディストリクト鉄道は、ハーロウおよびアクスブリッジへの延長を模索しており、1892年にイーリングからロクセス（サウス・ハーロウ）までの経路を測量して、名目上は独立したイーリング・アンド・サウス・ハーロウ鉄道の名前で法案を提出した。1897年に着工し、1899年末までにおおむね完成していたが、輸送量の見込みが少なかったために開通しないままになっていた。アクスブリッジに路線を伸ばすために、サウス・ハーロウからルイスリップを経由する路線が1897年に承認された。ディストリクト鉄道は資金調達に問題を抱えていたため、メトロポリタン鉄道が救済案を出し、メトロポリタン鉄道がハーロウからレイナーズ・レーンへの支線を建設し、またアクスブリッジまでの路線を買収するが、ディストリクト鉄道は1時間に3本までの列車を運行する権利を得ることになった。メトロポリタン鉄道がアクスブリッジまでの路線を建設し、1904年7月4日に開通した。

### 電化 1900年 - 1906年

#### 電気運転の準備

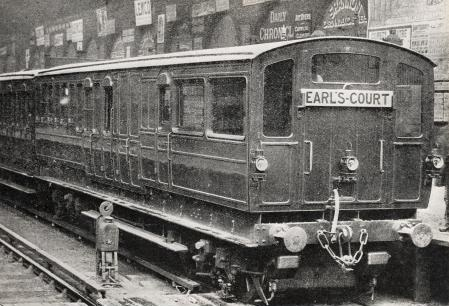
1900年に6か月間運行された、共同所有の試験旅客列車

20世紀の初頭になると、ディストリクト鉄道とメトロポリタン鉄道ではロンドン中心部において、新しく建設された電気運転の地下深くを走る地下鉄「チューブ」との競争がますます激しくなってきた。1890年にシティ・アンド・サウス・ロンドン鉄道が開通すると、大きな成功を収めていた。1900年にセントラル・ロンドン鉄道がシェパーズ・ブッシュとシティの間で2ペンスの均一運賃で開通すると、ディストリクト鉄道とメトロポリタン鉄道は合わせて400万人の旅客を1899年下半期から1900年下半期にかけて失った。蒸気機関車で運転していたことで、駅も客車も煙に覆われており、旅客からとても不評を買っており、電化することが解決手段であるとみなされるようになった。しかし、当時はまだ電気鉄道は創始期であり、インナー・サークルを共同で運行していたメトロポリタン鉄道との協定が必要であった。共同で所有した6両編成の試験旅客列車はアールズ・コート駅とハイ・ストリート・ケンジントン駅の区間を1900年の6か月間成功裏に運行した。そこで入札が行われ、1901年にメトロポリタン鉄道とディストリクト鉄道の合同委員会はガンツ製架空電車線方式三相交流のシステムを推奨した。当初はこの提案を両社が受け入れた。
ディストリクト鉄道は1901年に、この改良工事への出資を、投資家でアメリカ人のチャールズ・ヤーキスに仰ぐことになった。1901年7月15日にヤーキスはメトロポリタン・ディストリクト電気鉄道会社を設立して自身が社長に就任し、発電所の建設および新しい車両の購入を含めた電化の実行のために100万ポンドを集めた。ヤーキスは間もなくディストリクト鉄道の支配権を握り、彼のアメリカ合衆国での経験から、シティ・アンド・サウス・ロンドン鉄道やセントラル・ロンドン鉄道で使われているのと似た、第三軌条方式の直流電化を望むようになった。商務庁による調停を経て、直流電化が採用されることになった。
ディストリクト鉄道は、アールズ・コート駅からマンション・ハウス駅までの地下深くのチューブを建設する許可を得ており、また1898年にサウス・ケンジントン駅からピカデリー・サーカス駅までのチューブの許可を持っているブロンプトン・アンド・ピカデリー・サーカス鉄道を買収していた。こうした計画は、グレート・ノーザン・アンド・ストランド鉄道が持っていたストランド駅（オールドウィッチ駅）からフィンズベリー・パーク駅までの建設許可と組み合わせられて、グレート・ノーザン・ピカデリー・アンド・ブロンプトン鉄道となった。ヤーキスはまた、パディントン駅からエレファント&キャッスル駅までのチューブを建設中であったベイカー・ストリート・アンド・ウォータールー鉄道と、チャリング・クロスからハムステッドやハイゲートへのチューブを計画していたチャリングクロス・ユーストン・アンド・ハムステッド鉄道を所有していた。1902年4月にヤーキスを会長とするロンドン地下電気鉄道が発足し、これらの会社を傘下に収めて計画中の建設工事の管理を行うようになった。1902年6月8日にロンドン地下電気鉄道はトラクション・カンパニーを買収して、その株主に現金とロンドン地下電気鉄道の株式の形で精算を行った。

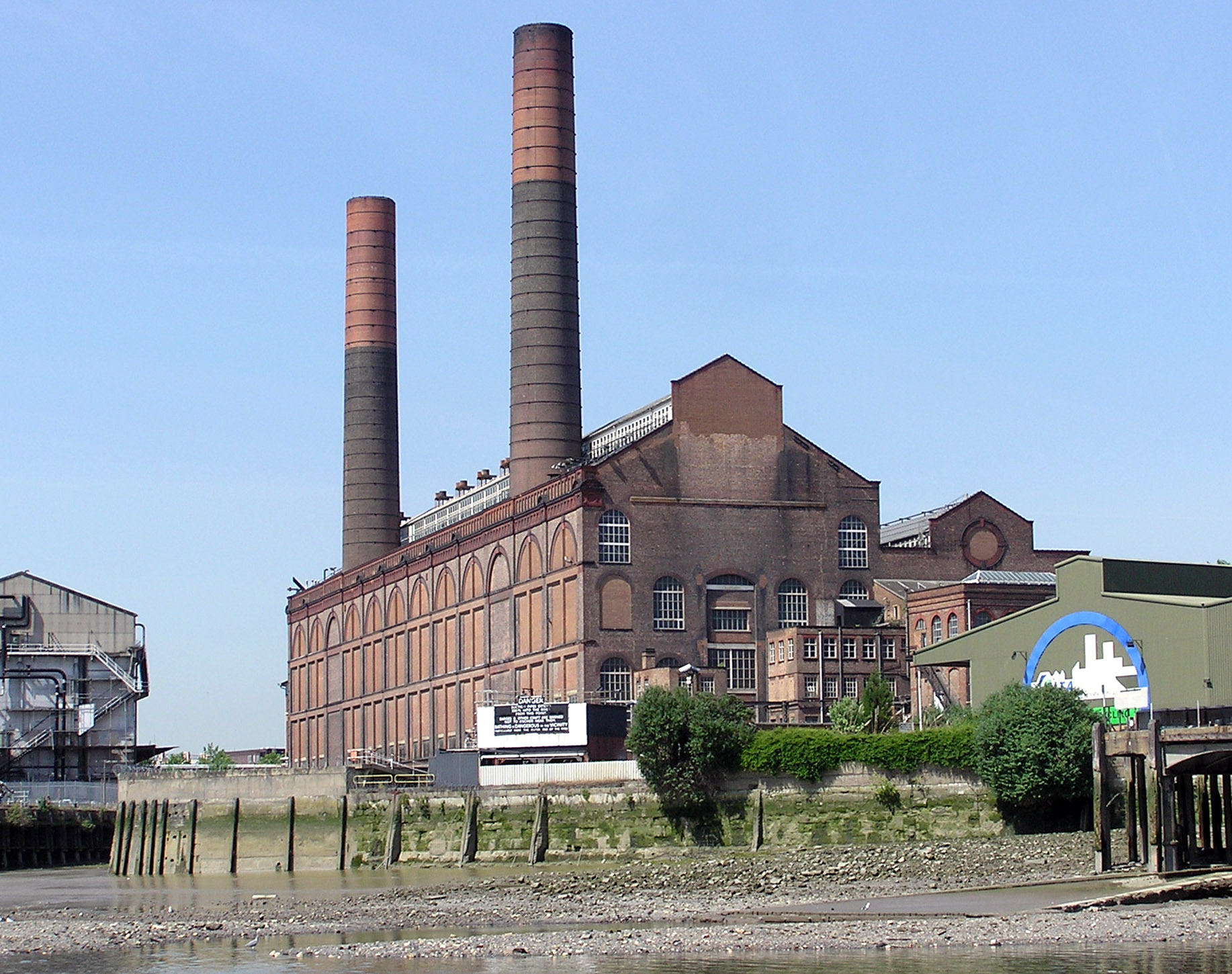
ロンドン地下電気鉄道の全路線は、ロッツ・ロード発電所から電力供給を受けていた、当初は煙突は4本あった

ロンドン地下電気鉄道では、ディストリクト鉄道の各路線および計画中の地下鉄路線に電力を供給できる大きな発電所を建設した。建設工事はチェルシー・クリーク沿いのロッツ・ロードにおいて1902年に着工され、1905年2月からロッツ・ロード発電所が11,000ボルト33+1⁄3ヘルツで発電を開始し、高電圧ケーブルで送電して各変電所で直流550ボルトに降圧した。
発電所が建設中に、ディストリクト鉄道はイーリングとハーロウを結ぶ未開通の路線の電化工事を行った。この路線は軌道回路を用いた自動信号と空気圧動作式の腕木式信号機を備え、2本の7両編成の列車で試運転が行われた。1903年8月に420両の車両が発注され、新しい補修基地がミル・ヒル・パーク（現在のアクトン・タウン）の西側に建設された。
試運転の後、サウス・ハーロウまでの路線は1903年6月に開通し、この年の王立農業ショーに向けてパーク・ロイヤル・アンド・トワイフォード・アビー駅（現在のパーク・ロイヤル駅）との間で6月23日からシャトル列車が運転された。サウス・ハーロウまでの路線の残りは翌週6月28日に開通し、駅はノース・イーリング駅、パーク・ロイヤル・アンド・トワイフォード・アビー駅、ペリヴェール＝アルパートン駅（現在のアルパートン駅）、サドベリー・タウン駅、サドベリー・ヒル駅、サウス・ハーロウ駅が開業した。

#### 電気運転の開始
電気運転は、1905年6月13日からハウンズロー駅とサウス・アクトン駅の間で開始された。この際に、ミル・ヒル・パーク駅とサウス・アクトン駅を結ぶ路線を旅客営業に初めて用いた。ハウンズロー・タウン駅は再開業し、列車はこの駅で折り返してハウンズロー・バラックス駅まで新しく開通した単線のカーブを走って向かった。1905年7月1日にイーリング駅からホワイトチャペル駅の間でも電車が運転を始め、同日メトロポリタン鉄道とディストリクト鉄道はインナー・サークルでも電車の運転を開始した。しかし、メトロポリタン鉄道の電車はディストリクト鉄道線内において、正電位の集電用レールを倒してしまう事態となり、調査によりメトロポリタン鉄道の電車に取り付けられている集電装置とディストリクト鉄道の線路には互換性問題があることが分かり、メトロポリタン鉄道の電車はディストリクト鉄道側の路線からいったん引き揚げることになった。調整が行われたのち、メトロポリタン鉄道の電車は9月24日から復帰し、環状線1周の時間を70分から50分に短縮した。9月までに、非電化だったイーストロンドン線およびロンドン・ティルベリー・アンド・サウスエンド鉄道のイースト・ハムより東側での列車の運行を止め、ディストリクト鉄道は残りの全区間で電気運転を行うようになった。1905年12月から、ロンドン・アンド・ノース・ウェスタン鉄道の列車はマンション・ハウス駅からアールズ・コート駅まで電気機関車で牽引されるようになり、そこで蒸気機関車に交換されるようになった。
1907年には平日の閑散時には、イースト・ハム駅からイーリング・ブロードウェイ駅まで1時間に4本、マンション・ハウス駅からは1時間に4本リッチモンド駅とウィンブルドン駅へ交互に、ウィンブルドン駅からハイ・ストリート・ケンジントン駅へ1時間に2本、イーリング・ブロードウェイ駅からホワイトチャペル駅へ1時間に2本が運転されていた。パットニー・ブリッジ駅からアールズ・コート駅へは1時間に4本が運転され、このうち2本はハイ・ストリート・ケンジントン駅まで直通した。サウス・ハーロウ駅からは、1時間に2本がミル・ヒル・パーク駅まで、また1時間に4本がハウンズロー・バラックス駅からミル・ヒル・パーク駅まで運転され、このうち2本はサウス・アクトン駅まで直通した。
ロンドン地下電気鉄道のグレート・ノーザン・ピカデリー・アンド・ブロンプトン鉄道が建設中に、ウェスト・ケンジントン駅の西側で地表に出て、ディストリクト鉄道のハマースミス駅の北側に2本の頭端式プラットホームを設けて進入するようにした。新しくバロンズ・コート駅が2本の島式ホームを設置して開業し、それぞれをディストリクト鉄道とグレート・ノーザン・ピカデリー・アンド・ブロンプトン鉄道が使用した。ディストリクト鉄道が車両基地をミル・ヒル・パーク駅近くに移転して、リリー・ブリッジ車両基地には余裕があったため、グレート・ノーザン・ピカデリー・アンド・ブロンプトン鉄道はリリー・ブリッジ車両基地の用地の一部を自社の車両基地用に買収した。バロンズ・コート駅は1905年10月9日に開業し、地下深くのチューブ路線としてピカデリー線が1906年12月15日に開通した。

### ロンドン地下鉄 1908年 - 1933年

#### 電気鉄道の運行

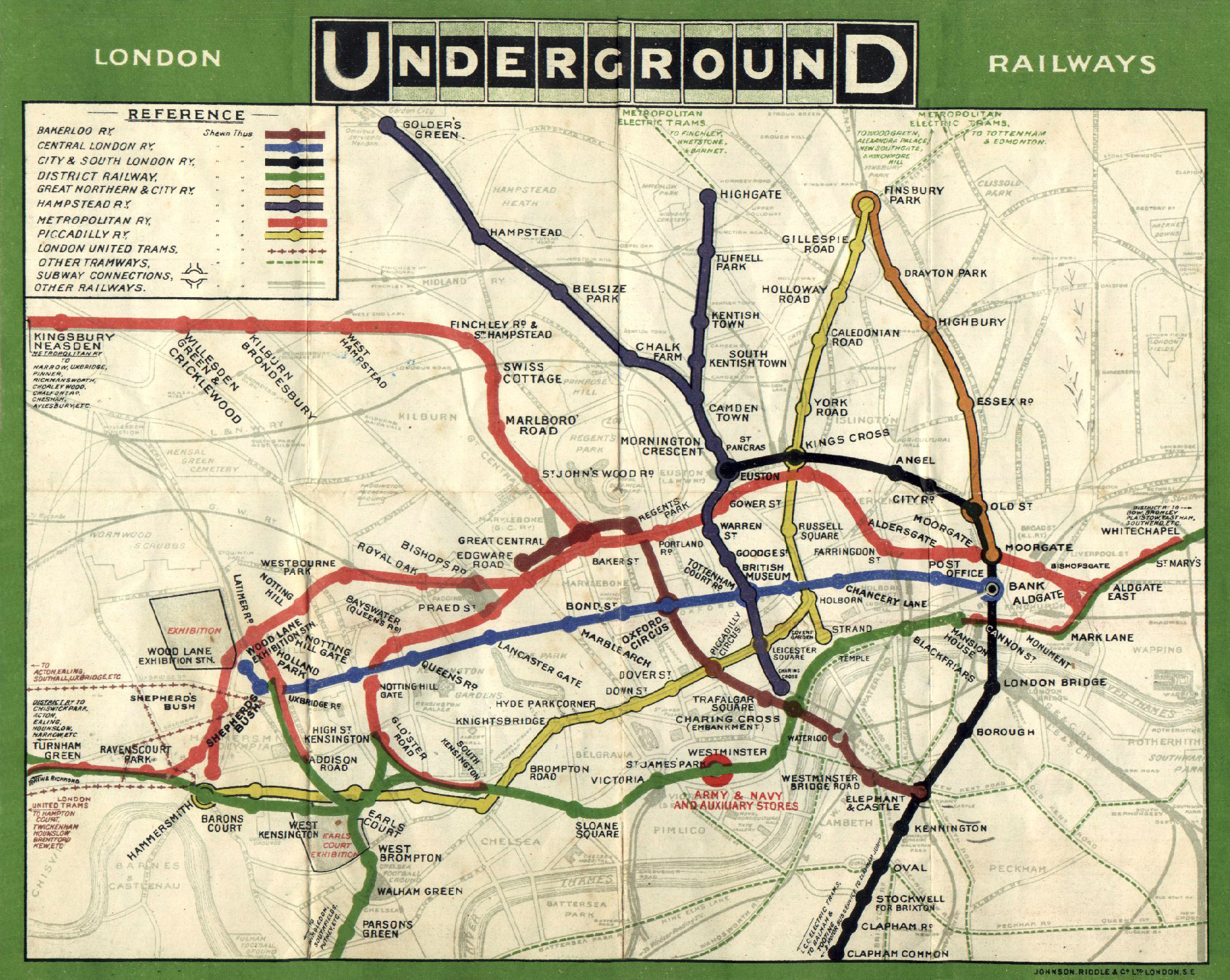
1908年に発行された、地下鉄網全体の共同路線図、ディストリクト鉄道は緑で示されている

1908年に、ロンドン地下電気鉄道とその他のロンドンの地下鉄各社は、共同の路線図、共同での宣伝、統合された乗車券の発売など、共同で営業活動を行っていくことになった。ロンドン中心部の駅の外部には、"UNDERGROUND"の標識が掲示された。ロンドン地下電気鉄道は最終的に、ウォータールー・アンド・シティ鉄道と、メトロポリタン鉄道およびその傘下のグレート・ノーザン・アンド・シティ鉄道以外のすべての地下鉄網を支配下に収め、赤い円に青い線を引いた駅名表示を導入した。
ディストリクト鉄道では、1907年12月から通過運転が実施されるようになった。通常は2 - 3程度の駅を通過し、列車には"NON STOP"あるいは"ALL STATIONS"とそれぞれ表示され、各ドアの脇のパネルにその列車が通過する駅が掲示された。ボウ・ロード駅の東側ではディストリクト鉄道はロンドン・ティルベリー・アンド・サウスエンド鉄道の蒸気機関車列車と線路を共用しており、イースト・ハム駅までの線路を増強することは不可欠と考えられた。4本の線路が敷設され、そのうち2本がティルベリーへとアップミンスターへの線路が分岐するバーキング駅まで電化された。1908年4月1日からディストリクト鉄道の列車はバーキング駅への延長運転を開始し、工事は1908年7月にはおおむね完了した。1909年5月2日からは、古いハウンズロー・タウン駅を廃止して直行する経路上に新たな駅を設置し、列車の折り返しは無くなった。
ディストリクト鉄道はアクスブリッジ線において列車を走らせていないにもかかわらず、アクスブリッジ線建設の承認をした法律に定められていたため年に2000ポンドを払っていたが、1904年にディストリクト鉄道はメトロポリタン鉄道に対して、アクスブリッジ線において蒸気機関車列車を走らせる権利を行使しないと通告した。ディストリクト鉄道がレイナーズ・レーン駅までの列車の運行を示唆した時、メトロポリタン鉄道ではこの駅をディストリクト鉄道の終点として改良工事を行う提案をした。ディストリクト鉄道では、列車をアクスブリッジ駅まで直通することを提案し、電力費の精算に関する協議が行われ、アクスブリッジ駅まで1910年3月1日にディストリクト鉄道の列車が走るようになった。1910年にミル・ヒル・パーク駅にハウンズロー駅およびアクスブリッジ駅までのシャトル列車用のプラットホームが設置され、また駅の北側にイーリング駅行きとハウンズロー駅行きの線路の立体交差が建設された。駅は1910年3月1日にアクトン・タウン駅と改称された。
ターナム・グリーン駅とレイブンズコート・パーク駅の間では、ディストリクト鉄道はロンドン・アンド・サウス・ウェスタン鉄道のリッチモンド駅までの蒸気機関車列車、グレート・ウェスタン鉄道のリッチモンド駅とラドブローク・グローブ駅の間の蒸気機関車列車、ミッドランド鉄道の石炭輸送列車と線路を共用していた。ディストリクト鉄道とロンドン・アンド・サウス・ウェスタン鉄道は、路線を複々線化して複線をディストリクト鉄道専用にし、ディストリクト鉄道側の線路にスタンフォード・ブルック駅を開設することで合意した。この線路は1911年12月3日から使用開始し、1912年2月1日にスタンフォード・ブルック駅が開業した。しかし、グレート・ウェスタン鉄道はその時点で既にこの区間での列車の運行を廃止しており、ロンドン・アンド・サウス・ウェスタン鉄道も1916年に廃止した。アールズ・コート駅西側にリッチモンド駅行きとハマースミス駅行きの線路の立体交差が1914年1月に完成した。
1910年から、ロンドン・ティルベリー・アンド・サウスエンド鉄道の列車がイーリング・ブロードウェイ駅からサウスエンド＝オン＝シーあるいはシューベリーネスまで直通で走るようになり、ロンドン・アンド・ノース・ウェスタン鉄道のアウター・サークル用の運行に使われなくなったディストリクト鉄道の電気機関車がバーキング駅まで牽引し、そこから蒸気機関車で牽引した。1912年からはタンク式トイレを備えた2両の特別客車が製作されて投入された。1920年代には、平日閑散期の運行は、ウィンブルドン駅とイーリング駅の間で10分おき、リッチモンド駅から15分おきであった。パットニー・ブリッジ駅からハイ・ストリート・ケンジントン駅へは1時間に6本の列車が運転された。ハウンズロー駅からは6 - 8分間隔で列車が出て、アクトン・タウン駅またはサウス・アクトン駅止まりであった。ハマースミス駅からは1時間に6本の列車がサウス・ハーロウ駅まで走り、このうち3本はアクスブリッジ駅まで直通した。1925年にインナー・サークルの列車は双方向とも1時間に10本であったが、この列車頻度では問題が起きた。1時間に8本の列車に削減すると、ハイ・ストリート・ケンジントン駅からエッジウェア・ロード駅の区間は列車が少なくなりすぎてしまう。しかしメトロポリタン鉄道は、結局は実現しなかったキルバーンまで地下鉄を延長する計画の一環としてエッジウェア・ロード駅に4本のプラットホームを整備していた。ディストリクト鉄道はパットニー・ブリッジ駅からハイ・ストリート・ケンジントン駅までの列車をエッジウェア・ロード駅まで延長し、メトロポリタン鉄道は1時間に8本のインナー・サークルの列車すべてを運転するようになった。
1923年にロンドン・ミッドランド・アンド・スコティッシュ鉄道がロンドン・ティルベリー・アンド・サウスエンド鉄道のバーキングまでの路線を継承し、1929年にはアップミンスターまでの路線を複々線化して、このうち複線を電化してディストリクト鉄道の列車用に使用する提案を行った。1932年9月12日から列車が運行を始め、この区間のディストリクト鉄道側の線路にのみアップニー駅とダゲナム・ヒースウェイ駅が開業した。

#### ピカデリー線延長
1912年11月に、ピカデリー線をハマースミス駅から延長して、ロンドン・アンド・サウス・ウェスタン鉄道のリッチモンド支線へ連絡するという法案が提出された。この法律は1913年ロンドン電気鉄道法として1913年8月15日に成立したが、第一次世界大戦の勃発のために延長工事ができなくなった。

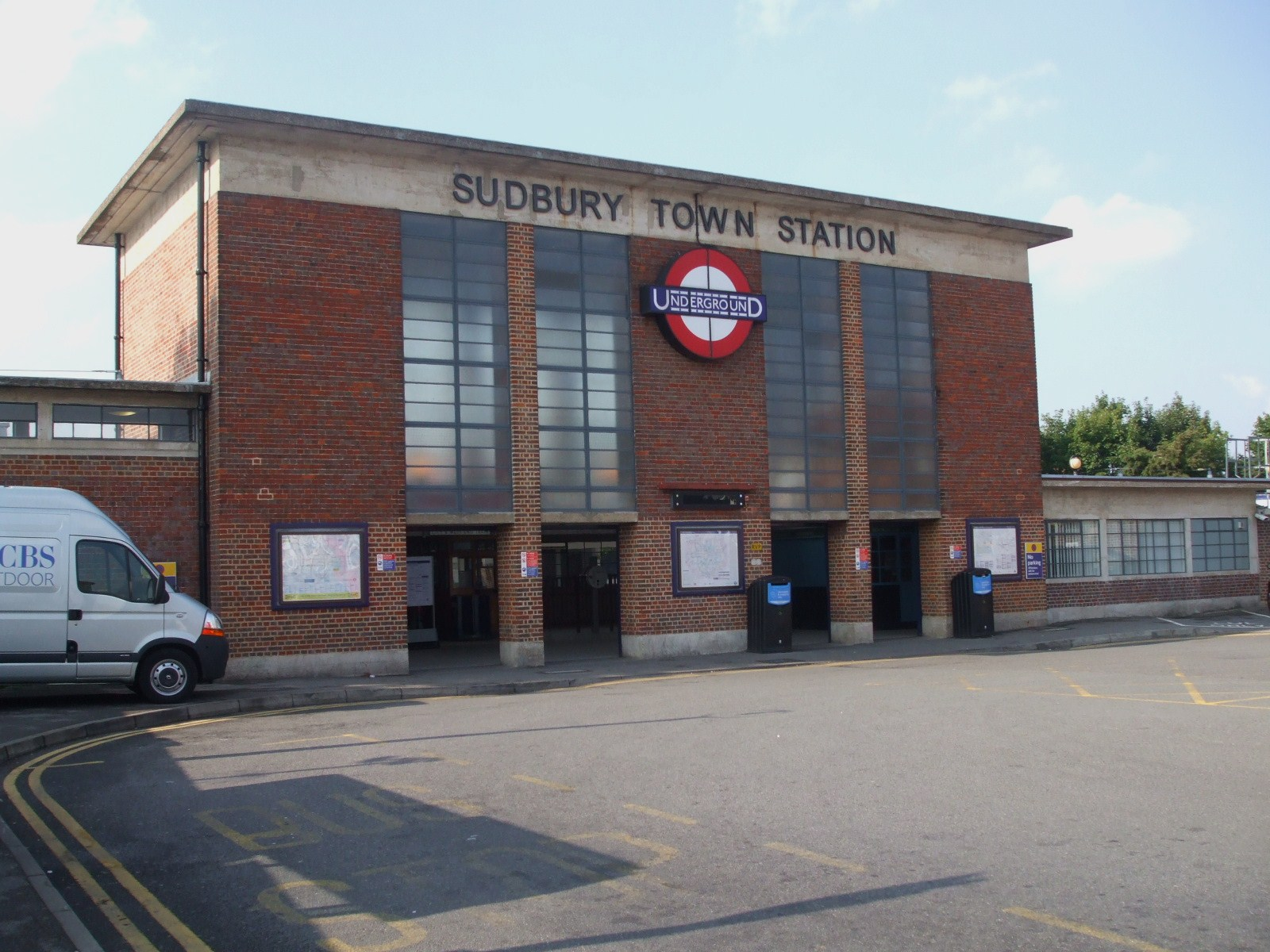
サドベリー・タウン駅の駅舎は1931年7月に建て替えられ、ホールデンの建築様式を発展させるプロトタイプとなった

ハマースミス駅からアクトン・タウン駅の西側まで複々線化し、内側の複線でピカデリー線に急行列車を走らせるという構想で、法律は1926年に更新された。構想されていた列車運行は、ピカデリー線をハーロウおよびハウンズローまで直通する形となったことが1929年に明らかにされた。ディストリクト鉄道の列車は主にウィンブルドン、リッチモンド、ハウンズロー、イーリングへと直通し、サウス・ハーロウからアクスブリッジおよびアクトン・タウンからサウス・アクトンへのシャトル列車を走らせることになった。
1929年開発（融資保証・助成）法により資金が保証され、1930年に着工した。スタドランド・ロード分岐点からハウンズロー支線のノースフィールズまで複々線の線路が建設された。ターナム・グリーンのリッチモンド方面への分岐点には、ケンジントンへ向かう石炭列車用に東方面への待避線が建設された。アクトン・タウン駅は改良されてプラットホームが5つになり、ノースフィールズ駅の西に車両基地が建設された。
いくつかの駅が、ヨーロッパ大陸におけるモダニズム建築に影響を受けたチャールズ・ホールデンの影響・設計によりモダニズム建築で改築された。この影響ははっきりとした縦と横の構造に示され、煉瓦のような伝統的な材料と組み合わせられている。ホールデンはこれを「コンクリートで蓋をした煉瓦の箱」と呼んだ。こんにち、ホールデンの設計した駅舎のいくつかが登録建造物となっており、たとえばプロトタイプとなったサドベリー・タウン駅はグレードII*として登録されている。
1932年7月4日に、ディストリクト鉄道はアクトン・タウン駅とサウス・ハーロウ駅の間の列車の運行を廃止し、ピカデリー線の列車のうち3本に1本をハマースミス駅からサウス・ハーロウ駅に延長し、またサウス・ハーロウ駅とアクスブリッジ駅の間のシャトル列車の運転は継続された。1932年12月18日にはノースフィールズまでの複々線がすべて使用開始され、1933年1月9日からピカデリー線の列車がノースフィールズまで運転を開始して、1933年3月13日からはハウンズロー・ウェスト駅まで延長された。ディストリクト鉄道の列車は、閑散期にはハウンズロー駅まで直通し、サウス・アクトン駅からのシャトル列車も運転された。

### ロンドン旅客運輸公社 1933年
ロンドン地下電気鉄道が1912年から所有していたロンドン総合路線バス会社はとても利益が上がっており、収入をプールすることで、バス会社からの利益をあまり利益の出ていない鉄道に対して内部補助することができていた。しかし1920年代始めから多くの小さなバス会社が競争をしかけてきたため、ロンドン総合路線バス会社の利益は侵食され、グループ全体の収益性に悪影響を与えていた。
ロンドン地下電気鉄道グループの収益を守るため、会長のアルバート・スタンリー（アシュフィールド卿）は政府に対してロンドン地域での交通事業を規制するように働きかけを行った。1923年からこの方向で進められ、アシュフィールドと労働党のロンドン郡議員で後に庶民院議員そして運輸大臣を務めるハーバート・モリソンが議論の先頭に立って、どの程度の規制を行いどの運輸事業が公共管理下に収められるべきかが検討された。アシュフィールドは、ロンドン地下電気鉄道グループを競争から守り、そしてロンドン郡の路面電車網を支配下に収められるような規制を望んでいたが、モリソンは完全に公共管理下に置くことを望んでいた。7年に渡る出だしの躓きの末、ロンドン地下電気鉄道、メトロポリタン鉄道およびロンドン旅客運輸地域として指定される範囲内すべてのバス・路面電車事業者を買収する公社としてロンドン旅客運輸公社を設立する法案が1930年末に発表された。この公社は妥協であり、公共的な所有とされたが完全な国有化ではなかった。公社は1933年7月1日に発足した。この日、ディストリクト鉄道やその他の地下鉄各社の資産はロンドン旅客運輸公社に移管された。

### ディストリクト鉄道線のその後
ディストリクト鉄道の路線は、ロンドン地下鉄のディストリクト線となった。1933年10月23日から、ピカデリー線の列車がハーロウとアクスブリッジの間のシャトル列車を置換えた。1923年に、ロンドン・ミッドランド・アンド・スコティッシュ鉄道がロンドン・アンド・ノース・ウェスタン鉄道のアウター・サークルのアールズ・コート駅からの運行を引き継ぎ、第二次世界大戦までにアールズ・コート駅とウィルズデン・ジャンクション間の電車によるシャトル運行に変わった。ウェスト・ロンドン線が1940年に爆撃された後、ロンドン・ミッドランド・アンド・スコティッシュ鉄道とメトロポリタン線のアディソン・ロード駅への運行は中止された。戦後、ケンジントン展示ホールへの輸送を行うために、ディストリクト線の列車でアールズ・コート駅とアディソン・ロード駅の間のシャトル運行が始まり、アディソン・ロード駅は現在ではケンジントン・オリンピア駅に改称されている。
ディストリクト鉄道ハウンズロー支線における閑散時間帯のサウス・アクトン駅までのシャトル運転は1935年4月29日に廃止され、アクトン・タウン駅とサウス・アクトン駅の間のシャトル列車に置き換えられた。このシャトル列車は1959年2月28日に廃止され、ピーク時のディストリクト線からハウンズロー駅までの直通列車も1964年10月9日に廃止された。1970年代にハウンズロー支線はロンドン・ヒースロー空港まで延長されてヒースロー支線となった。1975年7月19日にまずハットン・クロス駅まで延長され、1977年12月16日にヒースロー・セントラル駅が開業した。

## 鉄道車両

### 蒸気機関車
1871年にディストリクト鉄道が蒸気機関車を自社所有する必要が出た時、メトロポリタン鉄道が走らせていたAクラスに類似した復水式蒸気機関車を24両、ベイヤー・ピーコックに発注した。この機関車は地下鉄で使用する目的であったため、屋根が無く、代わりに風よけ板を後ろに折り曲げていた。石炭庫側を前にして走るときの保護のために、石炭庫の後端板が高くされていた。合計54両が購入された。1905年の電化時点では運用中で、翌年6両が売却された。

### 電気機関車
ディストリクト鉄道は1905年に、自社の電車によく似ているが全長25フィート（約7.6メートル）しかないボギー式箱形電気機関車を10両購入した。メトロポリタン合同客貨車会社（メトロキャメル）製で、多くは片側に1か所のみの運転台を備えていた。このため、運転台が外側になるように背向で連結された重連で運転された。
この機関車は、ロンドン・アンド・ノース・ウェスタン鉄道のアウター・サークルの旅客列車を、アールズ・コート駅とマンション・ハウス駅の間の電化区間で牽引するために用いられた。1908年12月からはこの列車はアールズ・コート駅止まりとなった。機関車はディストリクト鉄道の列車牽引に使われるようになり、4両の客車の両端に機関車を連結して使うようになった。1910年から機関車はロンドン・ティルベリー・アンド・サウスエンド鉄道の列車をバーキング駅で蒸気機関車から引き継いでディストリクト鉄道線内で牽引するために用いられるようになった。

### 客車
蒸気機関車時代の客車は4輪式で、バッファー間全長が29フィート2インチ（約8.89メートル）であった。一等・二等・三等の三等級制で、一等車には4室、それ以外は5室のコンパートメントを備えていた。照明は当初は屋根上の袋に貯められていた石炭ガスを燃やしており、後に圧力をかけて貯留された石油ガスのシステムになった。当初はチェーン式のブレーキを備えていた。後にウェスティングハウス式の直通空気ブレーキになり、そして自動空気ブレーキに置き換えられた。
当初は列車は8両編成であったが、1879年以降は9両編成が標準となった。1905年末にディストリクト鉄道は395両の客車を電車に置き換えた。ケント・アンド・イースト・サセックス鉄道で保存されている客車は、ディストリクト鉄道の一等車であると考えられてきたが、現在ではメトロポリタン鉄道の8輪客車を切り詰めたものではないかとされるようになっている。

### 電車
1903年にディストリクト鉄道は、未開通だったイーリング駅とサウス・ハーロウ駅の間の区間で、異なる制御装置やブレーキ装置を搭載した7両編成の列車2本を試験した。車内へは、車端部に設けられたデッキから格子ゲートを通るか、車両側面に設けられた手動の引き戸を使って出入りした。後に付随車の一部は運転台を取り付けられて、2両または3両編成でミル・ヒル・パーク駅からハウンズロー駅とサウス・ハーロウ駅へ、そして後にはアクスブリッジ駅への列車として運転されたが、1925年に終了した。
ディストリクト鉄道は1903年に7両編成の電車を60本発注した。3分の1はイングランドで製作されたが、残りはベルギーとフランスで製作され、イーリング・コモン車両基地に到着した際に電装された。車内への出入りは引き戸により、中央部に両開き戸が、両端部に片開き戸が取り付けられていた。開放式の客室で一等車と三等車があり、電灯が取り付けられていた。三等車の座席は籐製、一等車の座席はフラシ張であった。1906年から標準構成は、電動車と付随車が同数の6両編成で、閑散時には2両または4両編成で運転された。1910年にディストリクト鉄道では追加の車両が必要となり、ほぼすべて鋼鉄製の車両を発注した。最初の車両は1911年に到着し、さらに同様の設計であるが異なるメーカーの車両が1912年に納入された。1914年にさらなる車両が納入され、初期の設計にあったような二重屋根の代わりに丸屋根が採用された。ディストリクト鉄道は1920年に既存の車両とは互換性のない新車を購入し、1両の片側に3か所の手動式両開き戸を備えていた。

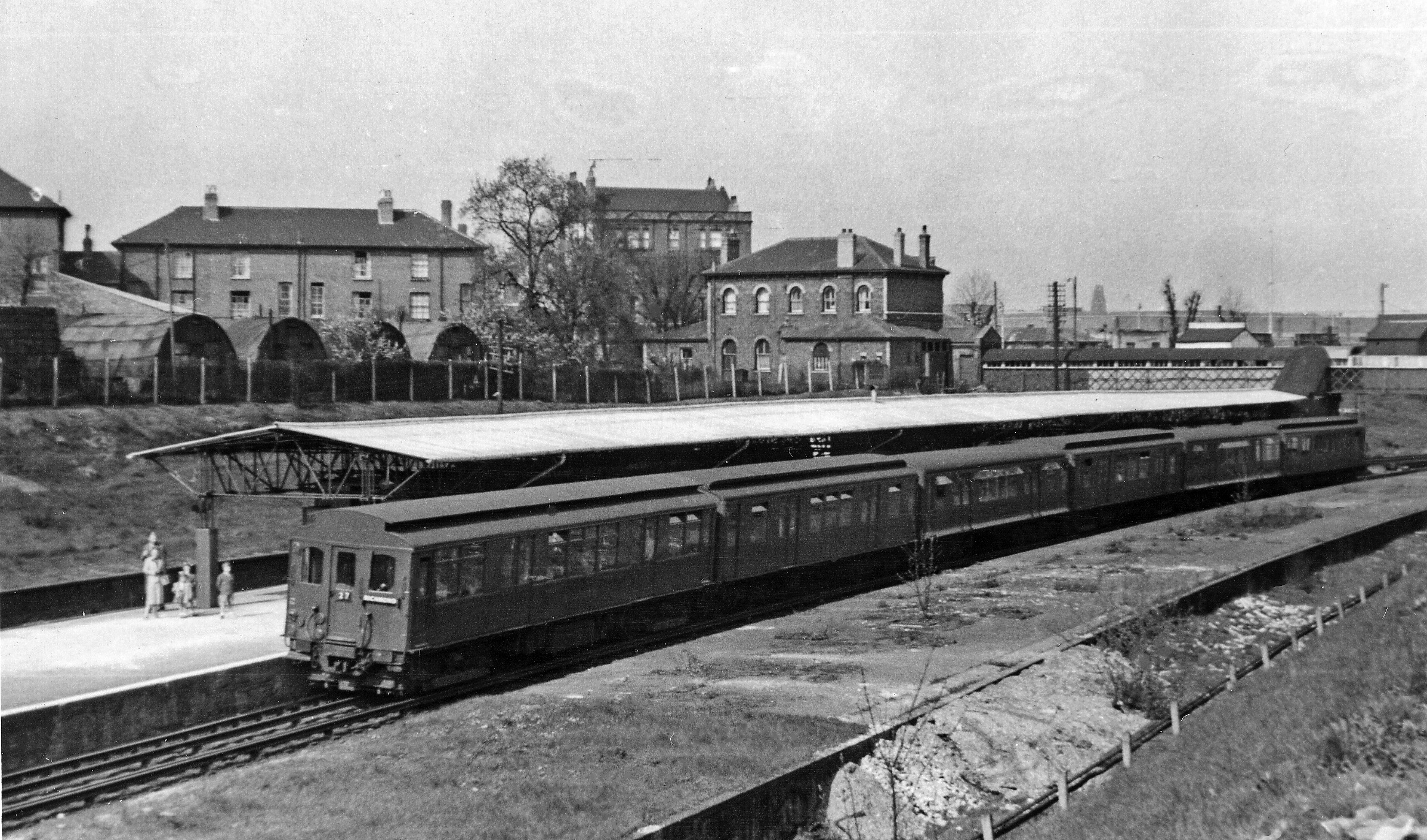
ガンナーズベリー駅にてディストリクト線の列車、1955年、二重屋根の先頭車は1923年に製作されたディストリクト鉄道の車両である

1923年に、当初の車体の一部を解体処分できるように50両分の新たな電動車の車体が発注された。1926年からは2種類の編成に構成された。本線の列車は101両の新しい電動車と、1910年から1914年および1923年に製作された鋼製の電車を改良したものに、当初は木造だった付随車を改良したもので構成された。もう一種類は改良工事を受けていない支線用車両で、アクトン・タウン駅とサウス・アクトン駅、サウス・ハーロウ駅そしてハウンズロー駅方面で用いられた。
1932年にアップミンスターまでの路線が電化されて新車を購入した。ディストリクト鉄道がロンドン地下鉄の一部となった後、同様の車両が発注され、メトロポリタン線をバーキングまで延長するのと、急速に老朽化が進んでいた初期の木造付随車を淘汰するために用いられた。1935年から1940年のニュー・ワークス・プログラムで、ディストリクト線のほとんどの車両に電気式空気ブレーキと空気圧動作のドアが取り付けられ、残っていたすべての木造車を淘汰した。一部の電動車は自動ドア化改造に不適であったため、一部の列車は手動式のドアのまま残り、1957年まで運行されていた。
2012年8月現在、1923年製の制御電動車がコヴェント・ガーデンのロンドン交通博物館に展示されている。